# Ангельтеов
Ангельтеов (также Ангенгеат) — легендарный король англов примерно начала IV века. Он был сыном Оффы с Ангельна. Ангельтеов упоминается в англо-саксонской хронике и поэме «Беовульф». Помимо генеалогии, о его правлении известно очень мало, лишь несколько фрагментов современных текстов связывают его с легендарным королем Вермундом.

## Рекомендации
1. ↑  John Mitchell Kemble (ed.), The Anglo-Saxon Poems of Beowulf: The Travellers Song and the Battle of Finnesburh, Vol. 1, Pickering, 1835, Prefacio p. xx.
2. ↑  Robert Howard Hodgkin (1935), A History of the Anglo-Saxons, Vol. 1, CUP Archive, p. 276.
3. ↑  The Origin of the the English Nation, CUP archive, pp. 135-6.
4. ↑  Dorothy Whitelock (ed.), English Historical Documents, 500-1042, Psychology Press, 1979, ISBN 0415143667 p. 166.